# Maysa
Maysa Figueira Monjardim (Rio de Janeiro, 6 de junho de 1936 – Niterói, 22 de janeiro de 1977), mais conhecida como Maysa Matarazzo ou simplesmente Maysa, foi uma cantora, intérprete, compositora, instrumentista e atriz brasileira. Fez grande sucesso nas décadas de 1950 e 1960 sendo uma das precursoras do samba-canção, passando a ser uma grande expoente deste gênero e a representar uma nova estética musical como cantora, filtrando a dramaticidade exagerada do samba-canção em letras obviamente românticas; tornou-se também uma figura importante na cultura popular brasileira.
A carreira musical de Maysa começou de forma banal quando o produtor Roberto Corte-Real a convidou para gravar um disco durante uma reunião familiar, em 1956. Ela então gravou um disco em caráter beneficente com renda revertida para a campanha contra o câncer, o que vetava qualquer possibilidade de carreira profissional, quando o disco começou a fazer sucesso no eixo Rio-São Paulo.

## Biografia
Maysa nasceu numa família tradicional do Espírito Santo. Era filha de Alcebíades Guaraná Monjardim e Inah Figueira Monjardim. Ela tinha apenas um irmão. A cantora era neta do barão de Monjardim, que foi presidente da província do Espírito Santo por cinco vezes, e bisneta do comendador José Francisco de Andrade e Almeida Monjardim, que presidiu a província do Espírito Santo por treze vezes e foi membro da junta governativa capixaba de 1822-1824. Sua família, os Monjardim (de origem genovesa), eram donos da histórica Fazenda Jucutuquara, em Vitória, no Espírito Santo, cuja sede hoje é o Museu Solar Monjardim, no bairro Jucutuquara. Seu proprietário era o capitão-mor Francisco Pinto Homem de Azevedo, trisavô de Maysa. A filha e herdeira do capitão-mor, Ana Francisca Maria da Penha Benedito Homem de Azevedo, casou-se com o comendador José Francisco de Andrade e Almeida Monjardim, passando a fazenda a ser propriedade da família Monjardim. Ela também era prima do dublador Mário Monjardim.
Maysa nasceu e foi criada em uma mansão no tradicional bairro carioca de Botafogo. Em 1947, a família mudou-se para Bauru, no interior paulista, devido à transferência de posto de trabalho de seu pai. Posteriormente, em 1950, mudaram-se para a cidade de São Paulo, onde Maysa estudou, na adolescência, no Ginásio Ofélia Fonseca. Anteriormente, desde os sete anos foi matriculada no Colégio Assunção e, em seguida no internato do tradicional colégio de freiras Sacré-Coeur de Marie.
Desde criança sonhava em ser cantora. Se apresentava cantando e tocando violão apenas para os familiares. Com aptidão natural para a música, só estudou canto para se aperfeiçoar. Era uma jovem à frente de seu tempo. Gostava de beber e fumar em público, além de usar cabelos curtos e calças, hábitos masculinos na época, o que causava atritos familiares. Apesar disto, era extremamente vaidosa e romântica, gostando de escrever músicas, poemas e cartas de amor. Aos dezoito anos casou-se com empresário André Matarazzo, antigo amigo de sua família e dezessete anos mais velho que a cantora, por quem ela era secretamente apaixonada desde a adolescência. A cerimônia ocorreu na Igreja da Sé. Após o matrimônio, passou a assinar Maysa Monjardim Matarazzo. Seu marido era membro do importante ramo ítalo-brasileiro da família Matarazzo, donos de uma fortuna bilionária e das Indústrias Reunidas Fábricas Matarazzo - durante décadas o maior complexo industrial da América Latina. Com pouco tempo de casados, nasceu Jayme Monjardim Matarazzo, diretor de cinema e telenovelas.
Separou-se do marido em 1957: Ele não aceitava a vocação de cantora da esposa, não apoiando seu sonho, dizendo que uma Matarazzo era dona de casa e não trabalhava, muito menos na noite. Não suportando as humilhações do marido, e por não se dar bem com sua sogra, optou por sair de casa. Havia muito preconceito com atrizes e cantoras na época, sendo julgadas de vulgares e mulheres que não eram de família. Mesmo sofrendo por amar o marido, não teve medo de correr riscos e enfrentar preconceitos, e decidiu seguir sua vontade e saiu de casa com o filho, indo morar novamente com seus pais, um grande escândalo para aquela época conservadora. Após o desquite, voltou a usar seu sobrenome de solteira, Figueira Monjardim, ficando furiosa quando havia alguma matéria jornalística que ligasse seu nome ao sobrenome Matarazzo, de quem não quis nada, nem pensão para se manter.
Com apenas um disco gravado, seu repertório foi um sucesso, recebendo convites para shows em todo o mundo. Seu disco vendeu milhares de cópias e o sucesso bateu a sua porta, porém, isto pesou na criação de Jayme, seu filho. Maysa teve que escolher entre o filho e a carreira. Para lhe dar um futuro melhor, optou pela carreira, e seu filho passou parte de sua infância sendo criado pelo pai e por sua nova esposa.
Em sua agitada vida de cantora, marcada por muitas viagens e também por muitos amores, Maysa teve vários relacionamentos, entre eles, com o compositor Ronaldo Bôscoli, e com o empresário espanhol Miguel Azanza, com quem casou, depois manteve um caso com o maestro Julio Medaglia, quando viajou para Buenos Aires, depois namorou o ator Carlos Alberto, de quem depois foi esposa, entre vários outros. Ficou também conhecida por suas explosões temperamentais, suas crises depressivas e constantes queixas anotadas em seu diário sobre a solidão que sentia, que se expressavam claramente nas letras que escrevia. Possuía vício em álcool, cigarros, calmantes, pois tinha insônia, e anfetaminas, pois era muito vaidosa e obcecada com sua imagem, sempre insatisfeita com seu peso. Ficou conhecida por grandes brigas e confusões que se envolvia, sendo capa de jornais não só por seu talento, mas por escândalos envolvendo brigas violentas com seus namorados, traições, nudez explícita, e suas diversas tentativas de suicídio. Em suas anotações, considerava-se intensa demais para pessoas que dizia ser superficiais demais, e por isso nunca entenderiam seus sonhos e sentimentos. Quando seu ex-marido faleceu, sofreu muito, tanto que, mesmo desquitada dele, passou a se considerar a sua viúva. Nesta época, estava casada com Miguel e vivia em Madrid, na Espanha. Levou o filho para lá, que ficou morando com a mãe e o padrasto por alguns meses, mas como Maysa e Miguel sempre tinham que viajar a trabalho, não tinham tempo de ficar com o menino. A cantora não queria que o filho morasse com os avós e tivesse uma educação simples no Brasil, e então, pensando num futuro melhor para a criança, optou por deixá-lo num colégio interno em Madrid, onde raramente visitava o menino. Isto foi motivo de muitas brigas entre ela e seus pais, que queriam ter ficado com o neto, o que futuramente foi motivo de muitas brigas entre ela e o filho. Após terminar o casamento com Miguel, uma união cheia de altos e baixos, envolvendo agressões, humilhações, traições e escândalos de ambas as partes, Maysa voltou sozinha para o Brasil, e comprou um apartamento em Copacabana, onde passou a morar. Com uma vida pessoal conturbada, Maysa não voltou mais para a Espanha para visitar o filho, e ligava para o colégio interno uma vez por ano para saber sobre ele.
Na década de 70, Maysa se aventurou pelo mundo das telenovelas e do teatro participando de produções como O Cafona, Bel-Ami e o espetáculo Woyzeck de Georg Büchner.

### Últimos momentos
A cantora vivia isolada em sua casa de praia em Maricá, desde 1972, em depressão, doença contra a qual lutava havia muitos anos e que piorou muito e levou-a ao isolamento social quando terminou seu casamento com Carlos Alberto, naquele mesmo ano, com quem vivia em Maricá. Suas crises de ciúme e agressividade, e o fato de inventar uma gestação para ele continuar ao seu lado foram decisivas para o término. Em 1974 sua depressão agravou-se, pois seu filho havia acabado de voltar da Espanha e não queria mais vê-la ou falar com ela. Acusava-a de tê-lo abandonado no colégio interno quando tinha apenas oito anos de idade, que nunca quis saber dele, e que nem foi buscá-lo no aeroporto ao chegar ao Rio, e por raiva, o jovem evitava ver e falar com a mãe. Isto fez Maysa lutar contra sua depressão, e criar forças para procurar o filho no Rio, na casa de seus pais, avós do rapaz, mesmo ele se recusando a recebê-la. Após três anos sofrendo para se reaproximar do filho, pedindo perdão pelo que fez com ele, e por estar arrependida de tudo, eles, enfim, se reconciliaram: por intermédio dos avós e da noiva, Jayme conseguiu perdoar o abandono materno e entender os motivos de sua mãe. Mesmo após estarem de bem, eles ainda brigaram outras vezes, pois Maysa era contra o casamento do filho, por ele ser jovem demais, mas acabou aceitando. 

### Morte
No fim da tarde do dia de casamento do seu filho, em 1977, Maysa pegou seu carro e voltou para Maricá, onde morava havia alguns anos, quando um acidente automobilístico na Ponte Rio-Niterói deu fim à sua vida. Em exames necroscópicos foi constatado que a cantora estava sóbria no momento do acidente. Em uma de suas últimas anotações no diário que a acompanhava desde adolescente, registrou:
| “ | Hoje é novembro de 1976, sou viúva, tenho 40 anos de idade e sou uma mulher só. O que dirá o futuro? | ” |

Do carro de Maysa, sumiu uma quantia equivalente a R$ 2-3 mil (em valores de 2017), que lhe havia sido confiada pelo amigo e futuro vizinho Ricardo Cravo Albin para que fosse entregue aos pedreiros que finalizavam a construção de sua casa.

## Carreira

### Anos 50 e o início da carreira

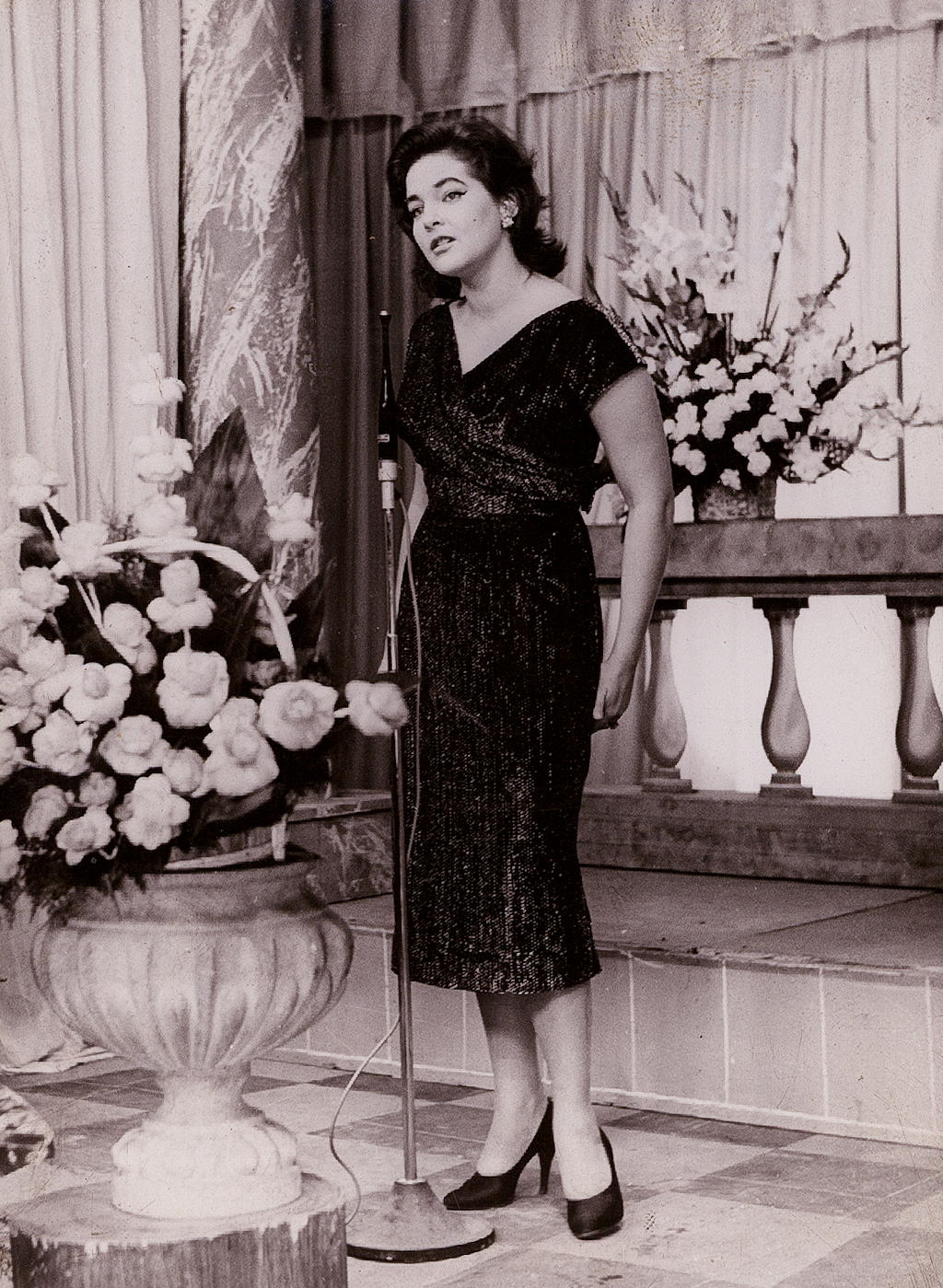
Maysa, 1956. Arquivo Nacional.

Em 1956, Maysa foi convidada pelo produtor Roberto Côrte-Real para gravar um disco, durante uma reunião familiar. O álbum Convite para ouvir Maysa (todo preenchido com composições próprias) foi gravado logo após o nascimento de seu único filho, Jayme Monjardim. O disco gravado apenas em caráter beneficente (toda sua renda fora destinada ao Hospital do Câncer de Dona Carmen Annes Dias Prudente) logo começou a fazer sucesso, tocando nas rádios paulistas e cariocas. Pouco a pouco, a carreira de Maysa foi adquirindo um caráter profissional, o que descontentou seu marido André Matarazzo e logo levou seu casamento à ruína. Já em 1957 (ainda não desquitada), Maysa era contratada da TV Record paulista, com um programa só seu, patrocinado pela Abrasivos Bombril, tendo acabado de gravar seu segundo disco, de 10 polegadas, intitulado Maysa.
Em 1957, com menos de um ano de carreira, no julgamento anual dos cronistas de Rádio de São Paulo, para a escolha de Os Melhores do Ano de 1956, Maysa foi apontada como A maior revelação feminina, O melhor compositor e O melhor letrista. O Clube dos Cronistas de Discos concedeu-lhe o título de A maior cantora do ano. No ano seguinte, foi premiada com o disputado Troféu Roquette Pinto de A melhor cantora de 1958. No ano anterior, ela já havia recebido o mesmo prêmio como cantora revelação de 1957. O jornal O Globo, que em 1957 havia conferido a ela o Disco de Ouro de cantora revelação, agora também a premiava como a principal voz feminina do país. Também seria de Maysa naquele ano o Troféu Chico Viola, para o melhor disco de 1958.

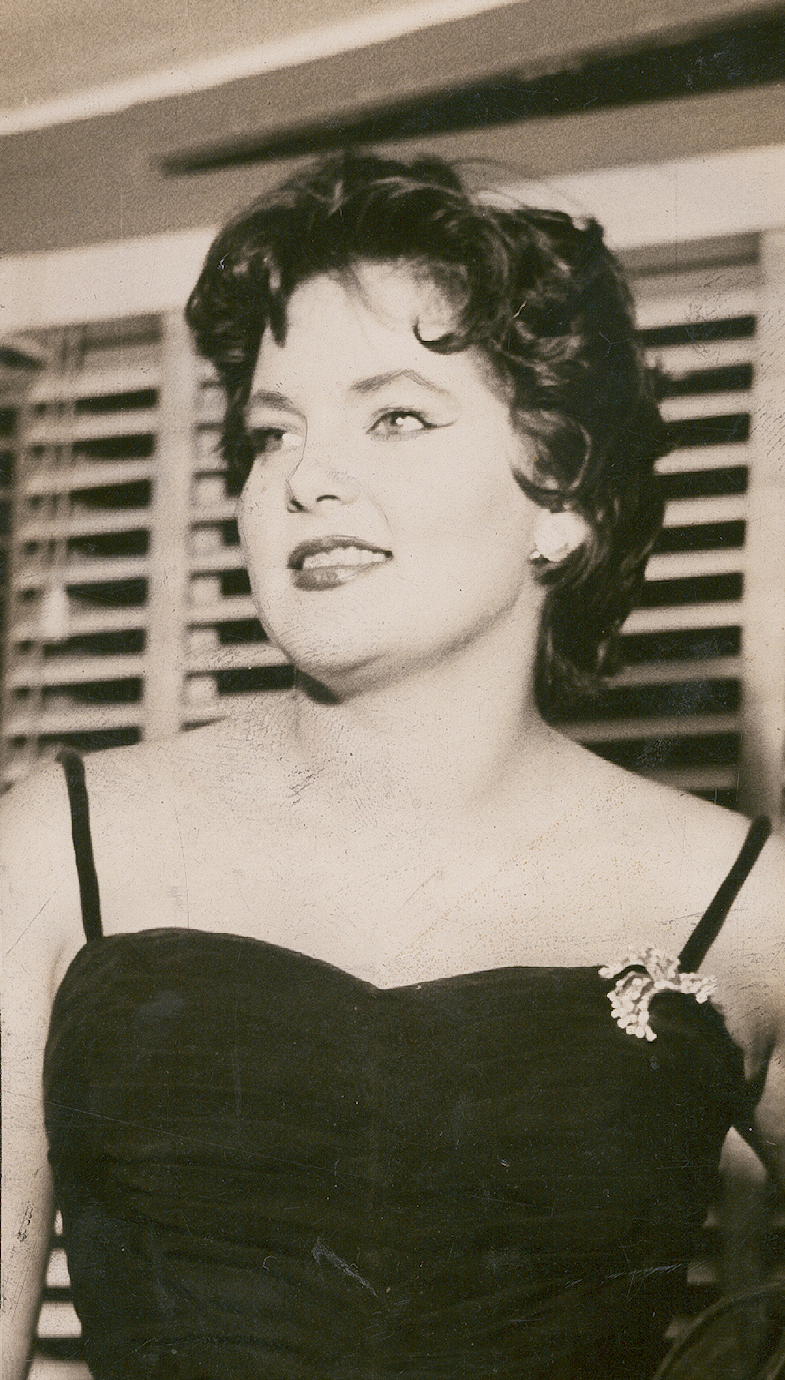
Maysa, 1958. Arquivo Nacional.

Em 1958, já divorciada, mudou-se para o Rio de Janeiro, então Capital Federal, e tornou-se também contratada da TV Rio, com um programa só seu, patrocinado pelos Biscoitos Piraquê. Lançou seu terceiro disco (agora de 12 polegadas) intitulado Convite para Ouvir Maysa nº 2. O disco foi considerado pela crítica musicalmente irretocável, tornando-se campeão de vendas, e a canção "Meu Mundo Caiu" tornou-se o maior sucesso do ano. Até o fim da década, Maysa seguiria sua carreira, acumulando diversos prêmios, e vendo sua carreira e popularidade em crescente ascensão. Seus discos eram campeões de vendas e seus programas de televisão eram muito prestigiados. Ainda em 1958 ela se tornaria a melhor e mais bem paga cantora do Brasil.

### Anos 60
Durante os anos 60, Maysa aprimorou constantemente a técnica vocal, registrando em discos de grande qualidade técnica o auge de sua carreira. A partir de 1960, empreendeu inúmeras excursões pelo mundo, se apresentando em vários países, além de aderir ao movimento da Bossa Nova, com o qual pode expandir referências musicais. Junto a um grupo formado por Roberto Menescal, Luiz Eça, Luiz Carlos Vinhas, Bebeto Castilho, Hélcio Milito e Ronaldo Bôscoli, foram responsáveis pelo lançamento da Bossa Nova no exterior, em uma histórica turnê à Argentina e ao Uruguai, em 1961. Maysa teve uma intensa carreira internacional. Em 1960, tornou-se a primeira cantora brasileira a se apresentar no Japão, a convite da companhia área brasileira Real Aerovias, que acabara de estrear o voo Rio de Janeiro - Tóquio. Excursionou pela América Latina, passando diversas vezes por Buenos Aires, Montevidéu, Punta del Leste, Lima, Caracas, Bogotá, Porto Rico e Cidade do México. Apresentou-se em Paris, Lisboa, Madri, Nova Iorque, Itália, Marrocos e Angola. Lá, se apresentava em casas noturnas e gravava discos. Entre 1960 e 1961 realizou temporada nos Estados Unidos, gravando o lendário álbum Maysa Sings Songs Before Dawn pela Columbia Records norte-americana. Lá, também se apresentou no sofisticado Blue Angel Night Club, a mais requintada casa noturna de Nova Iorque à época.
Ainda em 1963, empreendeu um histórico concerto no Olympia de Paris, naquela que é a mais famosa casa de espetáculos da capital francesa. Em 1966 participou do II Festival da Música Popular Brasileira da TV Record, classificando para a finalíssima a canção Amor-Paz de sua autoria, com a compositora Vera Brasil, juntamente com Disparada, com Jair Rodrigues e A Banda, com Chico Buarque e Nara Leão. No mesmo ano, Maysa também participou da primeira edição Festival Internacional da Canção. Neste último alcançou o terceiro lugar na fase nacional e o prêmio de melhor intérprete brasileira do festival, defendendo a canção Dia das Rosas de Luiz Bonfá e Maria Helena Toledo. Desbancando totalmente a vencedora Saveiros, interpretada por uma então novata: Nana Caymmi.
Retornou definitivamente ao Brasil em 1969. Neste ano, estreou Maysa Especial com Ítalo Rossi na TV Tupi carioca e o espetáculo A Maysa de Hoje, gravado em disco, com temporadas no Canecão do Rio de Janeiro e no Urso Branco de São Paulo, obtendo sucesso de crítica e público. Pouco tempo depois, participou como jurada do V Festival da Música Popular Brasileira da TV Record. E do IV Festival Internacional da Canção, com a música Ave-Maria dos Retirantes, de Alcyvando Luz e Carlos Coqueijo, que não se classificou para a final. Naquela edição, o Troféu Galo de Ouro (premiação máxima do festival) ganhou o nome de Maysa Monjardim.

### Anos 70

Maysa na TV-Rio, 1970. Arquivo Nacional.

Em 1970, Maysa lança pela Philips o álbum Ando Só numa Multidão de Amores, que não obteve sucesso de público. Maysa passou então a investir na carreira de atriz e já em 1971 estreou na telenovela O Cafona, da Rede Globo, interpretando Simone, seu alter-ego. Por esse papel, Maysa acabou ganhando o prêmio de Coadjuvante de Ouro. No mesmo ano, integrou o elenco da telenovela Bel-Ami da TV Tupi, interpretando Márica, mas abandonou a produção. Ela ainda montaria o espetáculo teatral Woyzeck de George Büchner, sem sucesso.
Após algumas temporadas em boates do Rio de Janeiro e São Paulo, desde o fim de 1972, Maysa se afasta do meio artístico e vai morar em uma casa de praia, localizada no município de Maricá, litoral fluminense. Lá, morou até o fim da vida, na maior parte em companhia do namorado, o ator Carlos Alberto. Durante este período, quase não gravou discos nem fez shows, fazia poucas aparições na mídia e reservava suas aparições a participações especiais, como no Fantástico e no Brasil Especial, da TV Globo.
Realizou alguns dos últimos shows de sua carreira na boate Igrejinha, localizada em São Paulo, em 1975. A temporada, pouco tempo depois, ficaria marcada como “a turnê do adeus”. Até ali já havia feito inúmeras temporadas de grande sucesso em diversas casas noturnas de São Paulo, como a Cave, o Oásis, Urso Branco, Di Mônaco e Igrejinha; e do Rio de Janeiro, como o Club 36, Au Bon gourmet, Meia-Noite do Hotel Copacabana Palace, Canecão, Flag, Sucata, Fossa e Number One, dentre outras casas tradicionais e famosas.

## Estilo musical
As composições e as canções foram escolhidas de maneira a formar um repertório sob medida para o seu timbre, que não era o de uma voz vulgar; pelo contrário, possuía um viés melancólico e triste, que se tornou emblemático do gênero fossa ou samba-canção. Ao lado de Maysa, destacam-se Nora Ney, Ângela Maria e Dolores Duran. O gênero, comparado ao bolero pela exaltação do tema amor-romântico ou pelo sofrimento de um amor não realizado, foi chamado também de dor-de-cotovelo. O samba-canção (surgido na década de 1930) antecedeu o movimento da bossa nova (surgido ao final da década de 1950, em 1958), com o qual Maysa também se identificou. Mas este último representou um refinamento e uma maior leveza nas melodias e interpretações em detrimento do drama e das melodias ressentidas, do gênero "dor-de-cotovelo". O legado de Maysa, ainda que aponte para dívidas históricas com a bossa, é o de uma cantora de voz mais arrastada do que as intérpretes da bossa e por isso aproxima-se antes do bolero.
Contemporânea da compositora e cantora Dolores Duran, Maysa compôs 30 canções, numa época em que havia poucas mulheres nessa atividade. Maysa interpretava de maneira muito singular, personalista, com toda a voz, sentimento e expressão, sendo um dos maiores nomes da canção intimista. Um canto gutural, ensejando momentos de solidão e de grande expressão afetiva. Um dos momentos antológicos desta caracterização dramática foi a apresentação, em 1974, de Chão de Estrelas (Sílvio Caldas e Orestes Barbosa), e de Ne Me Quitte Pas (10 de junho de 1976), tendo sido apresentadas em duas edições do programa Fantástico da Rede Globo.
Todo este característico Estilo Maysa influenciou ao menos meia dúzia de sua geração, e principalmente a geração posterior a sua. Este Estilo Maysa se tornou notável em cantores e compositores, como: Ângela Rô Rô, Leila Pinheiro, Fafá de Belém, Simone e também Cazuza e Renato Russo.
Celebrizaram-se as canções: Ouça, Meu Mundo Caiu, Tarde Triste, Resposta, Adeus, Felicidade Infeliz, Diplomacia e O Que? (todas de sua autoria) e mais: Ne Me Quitte Pas, Chão de Estrelas, A mesma rosa amarela, Dindi, Por Causa de Você, Se Todos Fossem Iguais a Você, Eu Sei Que Vou Te Amar, Franqueza, Eu Não Existo Sem Você, Suas Mãos, Bouquet de Izabel, Bronzes e Cristais, Bom Dia Tristeza, Noite de Paz, Castigo, Fim de Caso, O Barquinho, Fim de Noite, Meditação, Alguém me Disse, Cantiga de Quem Está Só, A Felicidade, Manhã de Carnaval, Hino ao Amor (L'Hymne a L'Amour), Demais, Preciso Aprender a Ser Só, Canto de Ossanha, Tristeza, As Mesmas Histórias, Dia das Rosas, Se Você Pensa, Pra Quem Não Quiser Ouvir Meu Canto, Light My Fire, Chuvas de Verão, Bonita, As Praias Desertas, Bloco da Solidão, Tema de Simone e Morrer de Amor.

## Homenagens
A escola de samba Acadêmicos do Grande Rio, pertencente ao grupo especial das escolas de samba do Rio de Janeiro, prestou uma homenagem à Maysa no carnaval de 2014, desenvolvendo o enredo "Verdes olhos sobre o mar, no caminho: Maricá", no que seria "a visão de Maricá pelo olhar de Maysa".

## Discografia
- Convite para Ouvir Maysa (1956)
- Maysa (1957)
- Convite para Ouvir Maysa nº 2 (1958)
- Convite para Ouvir Maysa nº 3 (1958)
- Convite para Ouvir Maysa nº 4 (1959)
- Maysa É Maysa... É Maysa... É Maysa (1959)
- Voltei (1960)
- Maysa Canta Sucessos (1960)
- Maysa Sings Songs Before Dawn (1961)
- Maysa, Amor... e Maysa (1961)
- Barquinho (1961)
- Canção do Amor mais Triste (1962)
- Maysa (1966)
- Maysa (1969)
- Ando Só numa Multidão de Amores (1970)
- Maysa (1974)

## Cultura popular

### Televisão
- O Cafona...Simone (1971)
- Bel-Ami...Márica (1972)
- Em 2009, a Rede Globo produziu a minissérie intitulada Maysa: Quando Fala o Coração, onde Maysa foi interpretada pela atriz Larissa Maciel, que recebeu críticas positivas tanto pela imprensa quanto pelo público. A minissérie recebeu uma indicação ao Emmy Internacional na categoria de melhor filme para TV ou minissérie.

### Teatro
- Woyzeck...Maria (1971)